# Льюис, Мансель
Чарльз Уильям Мансель Льюис (англ. Charles William Mansel Lewis; 1845, Лондон — 13 марта 1931) — уэльский художник-постимпрессионист и меценат.

## Жизнь и творчество
М.Льюис родился в знатной и зажиточной семье, его отец, Дэвид Льюис, был членом парламента, судьёй, предпринимателем и помещиком (джентри), владельцем замка Страдей в Лланелли, в уэльском графстве Кармартеншир. Детство мальчика прошло в родовом замке, затем он учился в Итонском колледже. Здесь в нём открылся художественный талант, юноша много рисует, пишет портреты матери и сестры Фанни, создаёт многочисленные акварели. После окончания колледжа Льюис изучает в Оксфордском университете классическую филологию, параллельно посещает курс живописи в Школе искусств Слейда.
В 1872 году, после смерти отца, Мансель наследует семейные владения и титул, однако посвящает своё внимание как живописи и графике, так и различным промышленным и финансовым проектам. В 1873 он знакомится с худрожником Губертом фон Геркомером, ставшим его другом на всю жизнь. Льюис покупает первую масляную картину Губерта, до сих пор хранящуюся в замке Страдей. В 1875 году он женится на Эдит Клэр Майлс. В 1878 Льюис выставляет свою картину Возле родного домв в Королевской академии художеств. В 1879—1884 годы Льюис и Геркомер совершают несколько выездов на этюды в Северный Уэльс, где художники живут в полевых условиях и ночуют в палатках. К этому периоду относится полотно Замок Каррег-Кеннан. В последующие годы Льюис начинает собирать произведения живописи, создав со временем большую их коллекцию. Он также всесторонне поддерживает Национальный Эйстеддфод (National Eisteddfod), ежегодный фестиваль искусств в Уэльсе, уходящий корнями ещё в XII столетие. В 1881 году Льюис становится шерифом графства Кармартеншир и принимается в члены Королевского общества художников-графиков. В 1882 он выставляет свою картину Дьявольская кухня в Королевской академии художеств, в 1893 — участвует в художественной выставке в Чикаго. В 1905, с картиной Золотая погода участвует в ежегодной выставке в Королевской академии художеств. В 1907 году он основывает Школу искусств Лланелли, в которой являлся президентом до самой своей смерти.
М.Льюис в своих произведениях не старался воздействовать на зрителя сентименталностью или пафосом, он просто отображал окружающую природу и человека в ней, стараясь передать своим искусством прелесть окружающего мира. Будучи глубоко верующим человеком, Льюис считал главной задачей искусства показать красоту природы, которую считал доказательством существования Господа. Художник должен отразить в своих произведениях совершенство Вселенной, и таким образом открыть человечеству величие Господа. В то же время Льюис считал себя недостаточно даровитым художником, и потому оставлял некоторые свои картины неоконченными. Писал как маслом, так и акварели. Является автором замечательных произведений графического искусства. Известен также как меценат, спонсировавший уэльскую культуру.

## Галерея
- Замок Каррег Кеннен
- Возле родного дома (1878)
- Озеро Хальштеттерзее-2
- Золотая погода (1905)
- Заколдованный замок (1931)
- Рождественское утро (1885)
- Старая Бет в уэльской шляпе
- Автопортрет (1866)
- В лесу
- Мисс Мэй Майлс (1878)
- Озеро Хальштеттерзее-1
- Женщина за пряжей (1874).